# Мурашкін Яків Андрійович
Яків Андрійович Мурашкін (рос. Яков Андреевич Мурашкин; 13 травня 1917, Большой Мичкас — 26 серпня 1946) — радянський льотчик-винищувач, Герой Радянського Союзу (1945), гвардії майор.

## Біографія
Народився 13 травня 1917 року в селі Большому Мичкасі (нині Нижньоломовського району Пензенської області) в сім'ї селянина. Росіянин. Закінчив 9 класів школи.
У Червоній армії з 1936 року. У 1939 році закінчив 1-шу Качинську Червонопрапорну військову авіаційну школу пілотів імені О. Ф. М'яснікова. Служив у 13-му винищувальному авіаційному полку Забайкальського військового округу.
Учасник німецько-радянської війни з червня 1941 року. Воював на Південному, Сталінградському, Закавказькому, Північно-Кавказькому, знову Південному, Воронезькому, 1-му і 4-му Українських фронтах. Воював на винищувачах ЛаГГ-3, Ла-5, Ла-7. Був легко поранений.
Член ВКП(б) з 1944 року. До серпня 1944 року командир ескадрильї 111-го гвардійського винищувального авіаційного полку (10-я гвардійська винищувальна авіаційна дивізія, 10-й винищувальний авіаційний корпус, 2-а повітряна армія, 1-й Український фронт), гвардії капітан Мурашкін зробив 214 бойових вильотів, у 40 повітряних боях збив 16 літаків противника.
Указом Президії Верховної Ради СРСР від 23 лютого 1945 року гвардії капітану Я. А. Мурашкіну присвоєне звання Героя Радянського Союзу з врученням ордена Леніна і медалі «Золота Зірка» (№ 7 921).
До травня 1945 року зробив 230 успішних бойових вильотів, провівши понад 50 повітряних боїв, особисто збив 18 літаків противника. Війну закінчив у Празі.

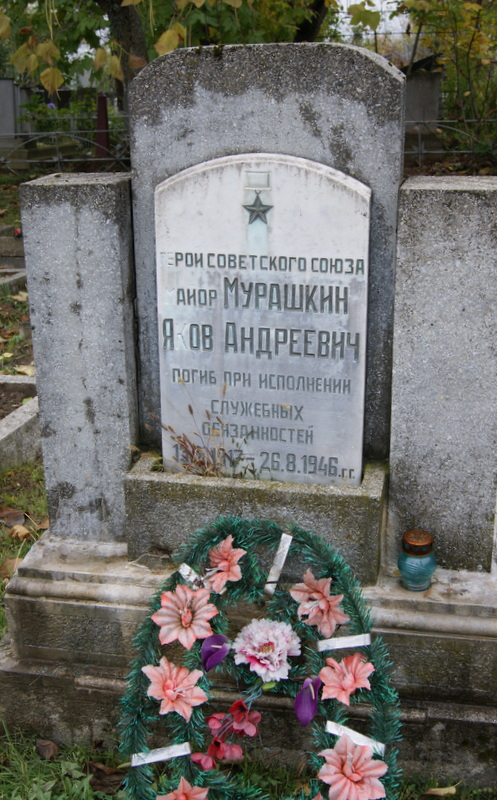
Могила Якова Мурашкіна

Після війни продовжував служити у ВПС СРСР. Гвардії майор Мурашкін загинув в авіаційній катастрофі 26 серпня 1946 року. Похований на міському цвинтарі міста Мукачевого. Його бюст встановлений в рідному селі.

## Нагороди
Нагороджений орденом Леніна, двома орденами Червоного Прапора, орденами Олександра Невського, Вітчизняної війни 1-го ступеня, медалями.